# ديمتري إيفانوفسكي
ديمتري إيفانوفسكي (بالروسية: Дмитрий Иосифович Ивановский) ـ (1864م - 1920م) هو عالم أحياء روسي وهو أول مكتشف للفيروسات عام 1892 .
درس في جامعة سانت بطرس بورغ، عام 1887 أرسل للتحقيق في مرض أصاب التبغ تشبه أعراضه آثار الحريق. ثلاث سنوات فيما بعد طلب منه النظر في مرض آخر يصيب نبتة التبغ، هذه المرة في شبه جزيرة القرم، اٍكتشف أن كل هذه الأمراض يسببها عامل متناه في الصغر، فيروس تبرقش التبغ القادر على تخلل المرشحات الخزفية، الشيء الذي لم يحدث أبدا مع البكتيريا. ووصف النتائج التي توصل اليها في مقال (1892) وأطروحة (1902).